# Clapa, Cluj
Clapa este un sat în comuna Tritenii de Jos din județul Cluj, Transilvania, România.

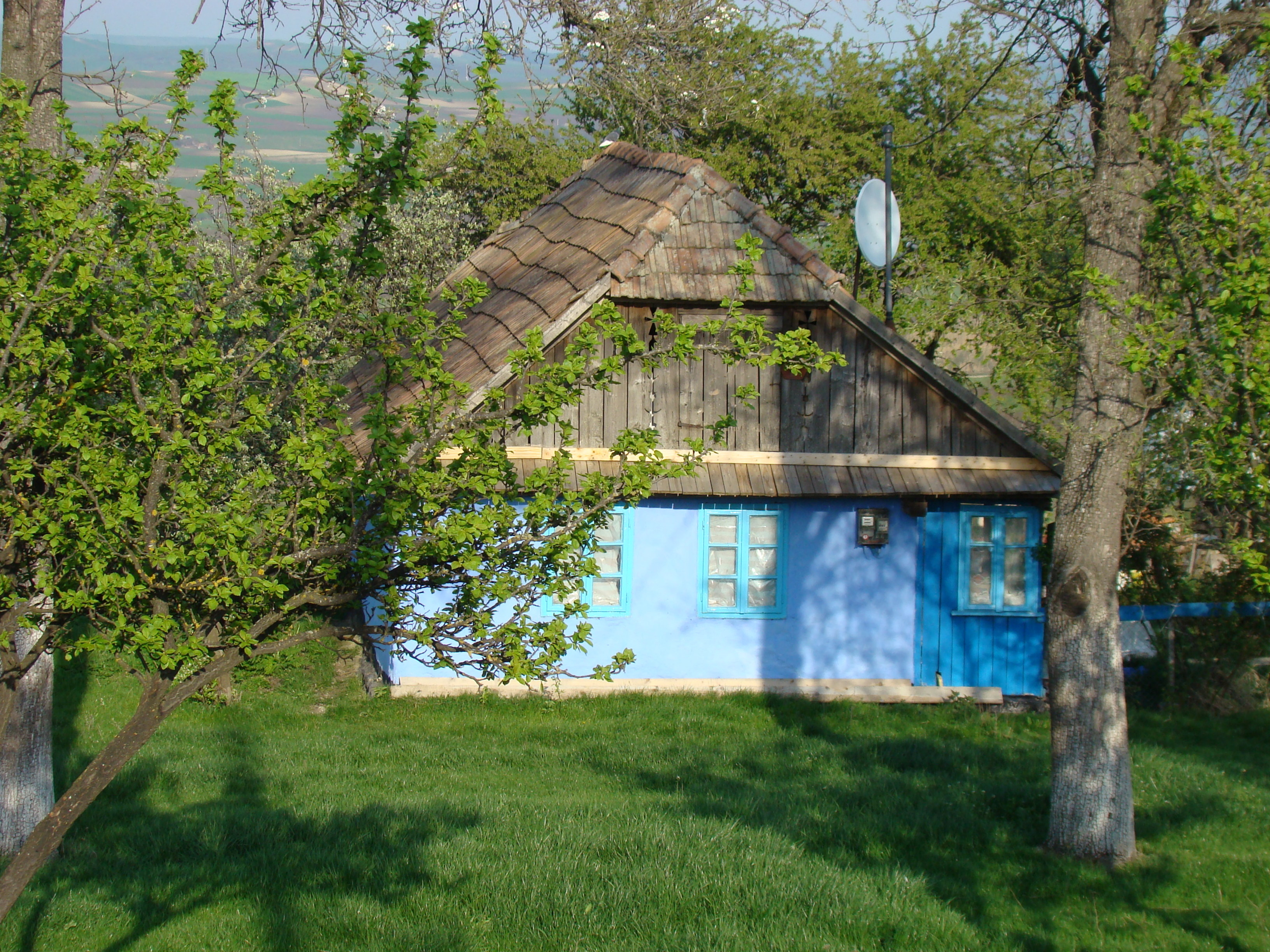
Casa memorială a scriitorului Pavel Dan (monument istoric)

## Obiective turistice
- Casa memorială a scriitorului Pavel Dan din Clapa nr.358 (casa a fost înscrisă pe Lista monumentelor istorice din județul Cluj[2], elaborată de Ministerul Culturii din România în anul 2015).

## Personalități
- Pavel Dan (1907-1937), scriitor.